# 三田都千歲
三田都千歲信仰，早年盛行於艋舺地區，最早可追溯於高騰所創建之德興堂天王寺(後遷移至新竹，即今天王寺財神廟) ，艋舺地區分別有天王寺、德興堂、巖清寺及行德宮等， 現行德宮與巖清寺則將神銜改為田都元帥。

## 奉祀廟宇
- 台北市行德宮(改稱田都元帥)
- 台北市萬華區德興宮
- 台北市萬華區巖清寺(改稱田都元帥)
- 新竹市天王寺財神廟
- 桃園市中壢區天德宮

## 延伸閱讀
- 《台北歲時記》王國璠著，「十月初一日，〈三田都千歲〉誕，桂林路，柳州街、康定路、廣州街ㄧ帶住戶，奉香花、牲禮至德興堂祭拜」
- 德興堂(天王寺)（1959）。《數位典藏與數位學習聯合目錄》。